# 眠狂四郎円月斬り
『眠狂四郎円月斬り』（ねむりきょうしろうえんげつぎり）は、1964年公開の日本映画。安田公義監督、市川雷蔵主演による時代劇。シリーズ3作目。

## 配役
- 市川雷蔵 	眠狂四郎
- 浜田ゆう子 	おきた
- 丸井太郎 	太十
- 成田純一郎 	片桐高之
- 植村謙二郎 	寄居勘兵衛
- 佐々木孝丸 	水野忠成
- 南条新太郎 	目明し弥吉
- 毛利郁子 	おてつ
- 美吉かほる 	お花
- 若杉曜子 	お六
- 月宮於登女 	松女
- 原聖四郎 	正木要
- 伊達三郎 	むささび伴蔵
- 水原浩一 	山崎屋伝右衛門
- 東京子  小波[3]

## 併映作品
- 『獣の戯れ』 : 富本壮吉監督